# Тіка (Естонія)
Тіка (ест. Tika) — село в Естонії, входить до складу волості Міссо, повіту Вирумаа.